# Kerncentrale Fukushima I

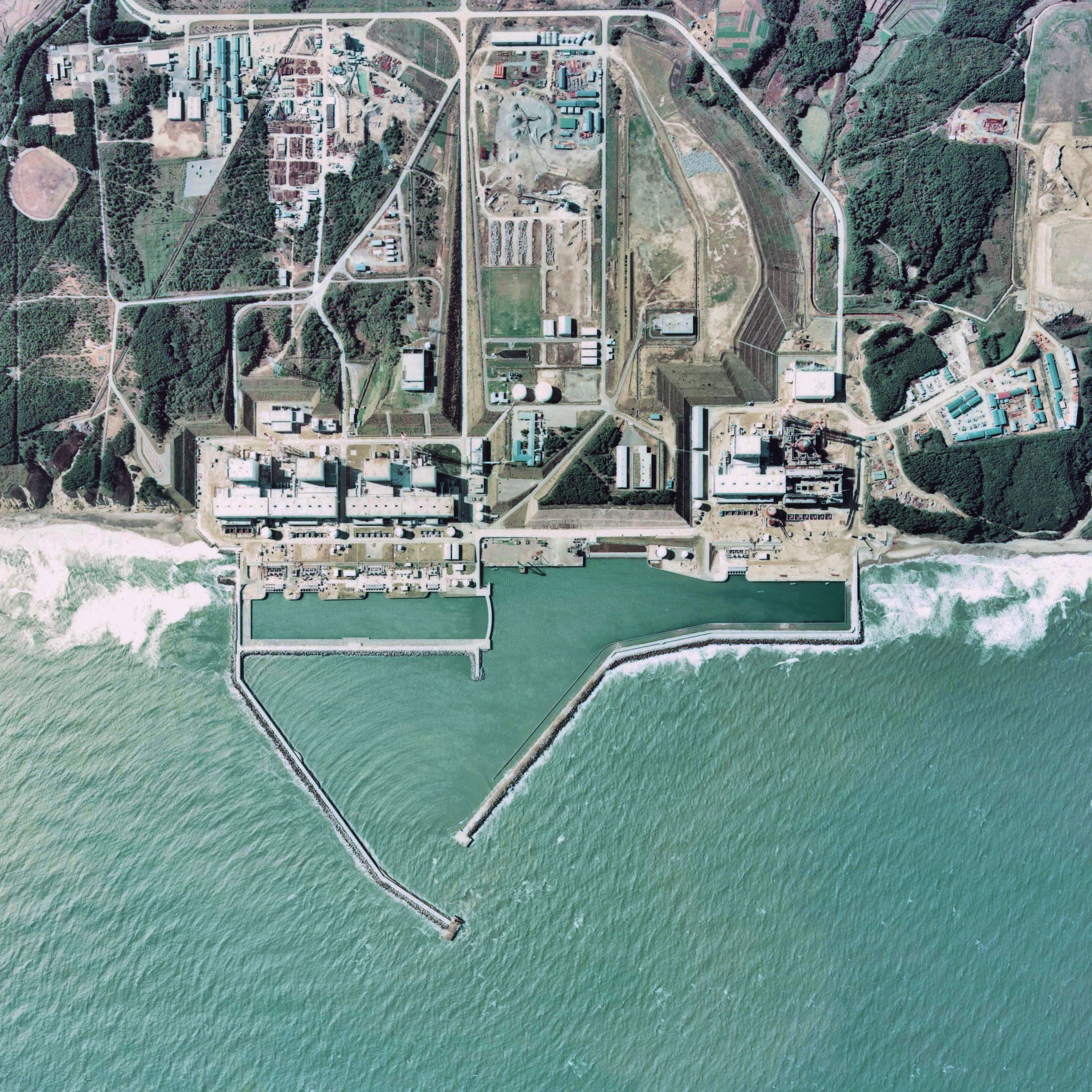
Fukushima-kerncentrale in 1975.

De kerncentrale Fukushima I (Japans: 福島第一原子力発電所, Fukushima dai-ichi genshiryoku hatsudensho, ook bekend onder de naam Fukushima Dai-ichi) is een kerncentrale in de Japanse gemeente Ōkuma (district Futaba) in de prefectuur Fukushima. De centrale ligt 250 kilometer ten noordoosten van de hoofdstad Tokio. Met zes aparte reactoren op deze locatie met een gezamenlijk vermogen van 4,7 GW is Fukushima een van de 25 grootste nucleaire energiecentrales in de wereld. Fukushima I is de eerste nucleaire installatie gebouwd door en in beheer van de Tokyo Electric Power Company (TEPCO).

## Reactoren
| Reactor                              | Type | Inbedrijfname   | Vermogen |
| ------------------------------------ | ---- | --------------- | -------- |
| Fukushima I - 1                      | BWR  | 26 maart 1971   | 460 MW   |
| Fukushima I - 2                      | BWR  | 18 juli 1974    | 784 MW   |
| Fukushima I - 3                      | BWR  | 27 maart 1976   | 784 MW   |
| Fukushima I - 4                      | BWR  | 12 oktober 1978 | 784 MW   |
| Fukushima I - 5                      | BWR  | 18 april 1978   | 784 MW   |
| Fukushima I - 6                      | BWR  | 24 oktober 1979 | 1100 MW  |
| Fukushima I - 7 (gepland)(stopgezet) | ABWR | nooit           | 1380 MW  |
| Fukushima I - 8 (gepland)(stopgezet) | ABWR | nooit           | 1380 MW  |

## Aardbevingsincident 11 maart 2011
Als gevolg van de aardbeving en daarop volgende tsunami van 11 maart vond een kernramp plaats. De drie operationele reactoren in de centrale werden binnen enkele seconden na het begin van de aardbeving automatisch stilgelegd door middel van een noodstop. Door beschadiging van het elektriciteitsnet moesten de koelpompen voor de centrales draaien op elektriciteit van een noodstroomvoeding, maar de benodigde generatoren bleken door de tsunami beschadigd. Hierdoor kon de warmte die ook na uitschakelen nog ontstaat in de reactorkern onvoldoende worden afgevoerd. Wat volgde was een serie van ongelukken in de verschillende reactoren in het complex. Hierbij ontstonden explosies en dreigden kernsmeltingen, ook wel meltdowns genoemd.
In een poging om de reactoren te koelen werd zeewater in de reactoren 1,2 en 3 gepompt, bij gebrek aan leidingwater of ander schoon zoet water. Zeewater is sterk corrosief en bevat verontreinigingen waardoor de reactor in feite afgeschreven is aangezien het economisch niet haalbaar is om het systeem te ontsmetten. Bij een brand in eenheid 4 kwam radioactief materiaal vrij in de atmosfeer. Het water in het splijtstofbassin bleek te koken. Dit zou bij verdamping van al het water in het bad kunnen leiden tot het smelten of verbranden van de splijtstofstaven die waren opgeslagen. Twee medewerkers die aan het werk waren in het turbinegebouw van eenheid 4 ten tijde van de explosie zijn op 2 april 2011 dood gevonden.